# Uranophora nigrorufa
Uranophora nigrorufa là một loài bướm đêm thuộc phân họ Arctiinae, họ Erebidae.